# 빌 그로스 (1958년)
빌 그로스(Bill Gross, 1958년~)는 미국의 사업가이다. 도쿄에서 태어났지만 미국 뉴저지주, 캘리포니아주에서 자랐다.
그는, 1996년 3월, 비즈니스 인큐베이터인 아이디어랩을 창립하였다. 이 회사의 회장과 CEO 직을 수행하였다.
그는 사용자가 광고를 클릭했을 때에 한해 광고주가 비용을 지불하는 검색 광고 모델인 "스폰서드 서치" 검색 광고 모델을 창안한 사람 중 하나로 알려져 있다.
빌 그로스는 여러 회사의 이사직을 맡았었다. 그는 캘리포니아 공과대학교 및 아트 센터 칼리지 오브 디자인의 이사를 맡기도 하였다. 그는 캘리포니아 공과대학교에서 기계 공학 전공으로 1980년 학사 학위를 받았었다.
그로스가 창립한 회사 중 하나는 GoTo.com였다. 인터넷 검색 서비스를 제공하되, 클릭 당 지불 광고 방식을 채택한, 최초의 회사였다. Goto.com은 나중에 오버추어 서비시즈로 이름을 바꾸었다. 이 회사는 나중에 야후!에 인수 합병되었고, 야후! 서치 마케팅 제품을 제공하게 되었다.
그로스가 창립한 다른 회사, 에너지 이노베이션즈는 평평한 지붕을 가진 상업용 건물 위에 설치되는 태양전지를 개발하는 회사였다. 이 회사는, 2006년, 구글 본사에 미국 최대의 기업용 태양전지 설비를 설치하였다.
2001년 11월에, 그로스는 아이디어랩에 투자하기 위해 뱅크 오브 아메리카에서 융자한 자금에 대해 5000만 달러 어치의 부도를 냈다. 2006년 3월, 아이디어랩의 이사회는, 빌 그로스를 파산으로부터 보호하기 위해, 은행으로부터 그 융자금을 사들이기로 결정하였다. 2002년 소액주주 소송에 걸려버려, 그로스는 아이디어랩의 지배 지분을 유지하지 못했다.  걸프스트림 사의 제트기를 사는 등, 원고 측은 그로스가 회사 자금을 남용했다고 법정에서 주장하였다.  2003년 6월 27일, 대법원 판사 찰스 맥코이Charles W. McCoy, Jr.는, 2003년 1년간 아이디어랩에 제기된 모든 소를 기각하였다. 
2004년, 빌 그로스는 SNAP이라는 검색 엔진을 개발하였다. 2006년 하이퍼링크 프리뷰어인 스냅 샷스가 선을 보이자, SNAP 검색 엔진은 조금 인기가 높아지긴 하였다.